# Peyia

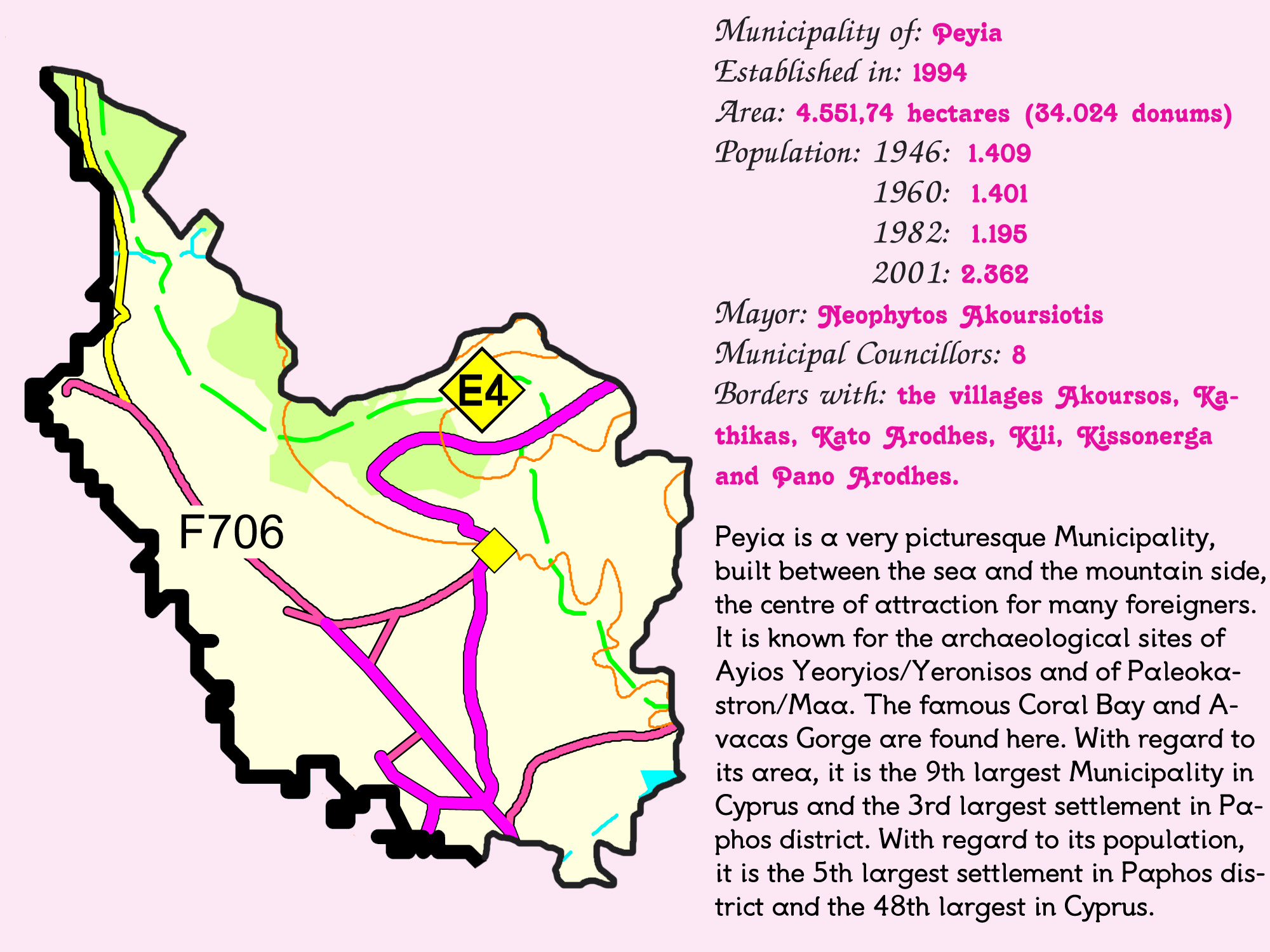
Representación de Peyia

Peyia es una ciudad y un municipio de Chipre. Tiene una gran población de expatriados británicos y un creciente número de casas y pisos de vacaciones; estimándose el número de habitantes en unos 2462 (datos de 2006). Está situada mayoritariamente en las fuertes pendientes de las colinas de la costa interior de la Bahía de Coral, al sur de la Península de Akamas, y se extiende 12 km al norte de Paphos.  En el centro de la ciudad se encuentran el ayuntamiento, la iglesia, la comisaría de policía y numerosas tiendas pequeñas, restaurantes y bancos. Debido a su localización en la ladera, muchas de las zonas de la ciudad ofrecen vistas a la bahía de Coral y Paphos.
Peyia cubre actualmente una amplia área que se extiende desde el bosque de Peyia, en las colinas muy por encima de la ciudad por el norte, el mar por el sur, y desde la bahía de Maa en el este a la península de Akamas en el oeste. Sin embargo, y obviando estos límites, el nombre de Peyia se utiliza casi siempre para referirse a la ciudad.

## Servicios locales
Peyia, como muchas otras ciudades en la región de Paphos, cuenta con un elevado número de cafeterías y restaurantes a lo largo de la calle principal de la Bahía de Coral. Algunos de los sitios para comer, se construyeron en la carretera adyacente, al este de la zona principal, demostrando que no hay escasez de demanda. Estos lugares van desde tabernas, hasta cafeterías tradicionales, pasando por restaurantes en los que se celebraban, por ejemplo, "noches chinas". La ciudad se abastece con un par de carnicerías, una pescadería y una panadería, sumados al gran supermercado, llamado Phillipos, que se encuentra enfrente de la iglesia.

### El "vrisi"
Antiguamente, los ciudadanos tenían que recoger el agua de la fuente de la aldea, llamada vrisi. Era el punto de reunión de los aldeanos, especialmente de los chicos jóvenes que se juntaban para observar a las jovencitas recoger el agua en sus cántaros de barro rojos. Se cuenta que al beber el agua de la fuente de Peyia, las niñas se volvían hermosas y se escribían canciones acerca del vrisi, una de las cuales, "Primavera de la mujer de Peyia", aún sobrevive hoy. El vrisi todavía existe, aunque se visita poco, exceptuando los recién casados, dado que un gran número de ceremonias de enlace se llevan a cabo en este lugar. El vrisi se encuentra en un área pavimentada a uno de los lados del aparcamiento municipal, en el centro de la ciudad.
El equipo de fútbol local, APOP Kinyras Peyias FC juega en la primera división chipriota.